# Sessea macrophylla
Sessea macrophylla là loài thực vật có hoa trong họ Cà. Loài này được Francey miêu tả khoa học đầu tiên năm 1933.